# Arc System Works
Arc System Works (アークシステムワークス, Āku Shisutemu Wākusu) é uma desenvolvedora de vídeo game localizada em Yokohama, Japão. Foi fundada por Minoru Kidooka em 1988. Arc System Works é mais conhecida pelos seus jogos de luta para arcade em 2D, Guilty Gear e Blazblue, além de outros jogos de luta licenciados de Dragon Ball e Persona 4 Arena.

## História
A empresa foi fundada como Arc Co., Ltd em janeiro de 1988 e mais tarde criada em maio. Consistia na época de cerca de oito desenvolvedores; a maioria já trabalhou na Sega, incluindo o fundador Minoru Kidooka. A empresa passou os primeiros anos como desenvolvedora de contratos para Sega, Sammy e Banpresto. Foi renomeado para Arc System Works em 1991 e publicou seu primeiro título em 1995 (Exector para o PlayStation).
Em 11 de junho de 2015, a empresa adquiriu todas as propriedades intelectuais da Technō Japan, como Double Dragon e Kunio-kun, da Million Co., Ltd. Mesmo antes da aquisição da biblioteca da Million, a empresa era a publicadora dos jogos da Technō para o Virtual Console no Japão. Após a transação, a empresa assumiu os direitos de publicação dos lançamentos da Aksys Games para Virtual Console na América do Norte, embora alguns jogos do Technō já tenham sido publicados pela Arc System Works.
Em 6 de fevereiro de 2017, a empresa adquiriu os direitos das séries Jake Hunter, Theresia, Nazo no Jikenbo e Koneko no Ie da publicadora WorkJam. Em 2 de novembro de 2017, a empresa anunciou o estabelecimento de uma filial na América do Norte em Torrance, Califórnia, conhecida como Arc System Works America, Inc.

## Jogos desenvolvidos

### Série Guilty Gear
- Guilty Gear — (1998) (PlayStation), (2007) (PlayStation 3), (2019) (PlayStation 4, Nintendo Switch, Microsoft Windows)
- Guilty Gear X — (2000) (Arcade, Dreamcast, Game Boy Advance, PC, PlayStation 2)
- Guilty Gear X Plus — (2001) (PlayStation 2)
- Guilty Gear X2 — (2002) (Arcade, PlayStation 2)
- Guilty Gear X Ver.1.5 — (2003) (Arcade)
- Guilty Gear X2#Reload — (2003) (Arcade, PlayStation 2, Xbox, PC, PSP)
- Guilty Gear Isuka — (2004) (Arcade, PlayStation 2, Xbox, PC)
- Guilty Gear XX SLASH — (2005) (Arcade, PlayStation 2)
- Guilty Gear XX Accent Core — (2006) (Arcade), (2007) (PlayStation 2, Wii)
- Guilty Gear 2: Overture — (2007) (Xbox 360), (2016) (Microsoft Windows)
- Guilty Gear XX: Accent Core Plus — (2008) (PlayStation 2)
- Guilty Gear XX Accent Core Plus R — (2012) (Arcade, PlayStation Vita, Microsoft Windows, Nintendo Switch)
- Guilty Gear Xrd -SIGN- — (2014) (Arcade, PlayStation 3, PlayStation 4, Microsoft Windows)
- Guilty Gear Xrd -REVELATOR- — (2015) (Arcade, PlayStation 3, PlayStation 4, Microsoft Windows)
- Guilty Gear Strive — (2021) (Arcade, PlayStation 4)

### SérieDragon Ball Z: Supersonic Warriors
- Dragon Ball Z: Bukuu Tougeki (Supersonic Warriors fora do Japão) — (2004) (Game Boy Advance)
- Dragon Ball Z: Bukuu Ressen (Supersonic Warriors 2 fora do Japão) — (2005) (Nintendo DS)
- Dragon Ball FighterZ - (2018) (PlayStation 4, Xbox One, PC)

### Outros jogos
- EXECTOR — (1995) (PlayStation)
- Wizard's Harmony — (1995) (PlayStation, Sega Saturn)
- Prismaticallization — (1999) (Dreamcast, PlayStation)
- Tanaka Torahiko no Uru Toraryuu Shogi — (1999) (Dreamcast) — Somente no Japão
- Digital Holmes — (2001) (PlayStation 2)
- Fist of the North Star — (2005) (Arcade, Playstation 2) baseado no manga com o mesmo nome.
- Battle Fantasia — (Arcade)
- Hoshigami Remix — (2007) (Nintendo DS) Remake de Hoshigami: Ruining Blue Earth.
- Hooked! Real Motion Fishing/Bass Fishing Wii: Rokumaru Densetsu — (2007)/(Wii)[14]
- Sengoku Basara X — Jogo de luta  (Arcade) em parceria com a Capcom
- Tantei Jinguji Saburo DS
- Petit Copter — (2008) (Wii)[15]
- BlazBlue: Calamity Trigger — (2008) (Arcade, PlayStation 3, PlayStation Portable, Xbox 360, Microsoft Windows)
- Family Ping Pong — (2008) (Wii)
- Double Dragon IV — (2017) (Microsoft Windows, PlayStation 4)